# False Flag (película)
False Flag es una película nigeriana de 2017 producida y dirigida por Allwell Ademola.

## Sinopsis
Un hombre que se niega a casarse, por fin encuentra el amor en una mujer seropositiva. Su familia no está contenta con su relación y quieren que él termine el contacto con la mujer.

## Elenco
- Gabriel Afolayan
- Aisha Lawal
- Wumi Toriola
- Allwell Ademola

## Premios y nominaciones
| Año  | Premios                  | Categoría                                  | Resultado | Ref.  |
| ---- | ------------------------ | ------------------------------------------ | --------- | ----- |
| 2017 | Best of Nollywood Awards | Mejor actor en un papel principal –Yoruba  | Nominado  | [ 5 ] |
| 2017 | Best of Nollywood Awards | Mejor actriz en un papel principal –Yoruba | Nominado  | [ 5 ] |
| 2017 | Best of Nollywood Awards | Mejor película con mensaje social          | Nominado  | [ 5 ] |